# Вишье, Рено де
Рено́ де Вишье́ (фр. Renaud de Vichiers; ум. 1256) — великий магистр ордена тамплиеров с 1250 года.

## Биография
Рено был французским дворянином из Виши в Прованс. 
Он присоединился к тамплиерам и первоначально служил наставником в Акре, затем стал магистром Ордена во Франции и, наконец, занял пост Главнокомандующего сил Ордена.
В последнем статусе он вместе с великим магистром Гийомом де Соннаком участвовал в Седьмом крестовом походе. После гибели Соннака в битве при Эль-Мансуре в феврале 1250 году Рено занял пост великого магистра. В мае 1250 года Рено отказался передать биографу Людовика Святого Жану де Жуанвилю казну тамплиеров для выкупа из мамлюкского плена французского короля. Он оправдывал это тем, что деньги, находившиеся в Дамьетте, не принадлежат ордену, а лишь находятся в пользовании с ведома кредиторов. Однако в итоге, не желая конфликтовать с королём, согласился и уступил.
После своего освобождения из плена Людовик IX отправился в Акру. Жан де Жуанвиль, в соответствии с приказом короля, инициировал выборы нового великого магистра ордена тамплиеров, которым был избран Вишье. Присутствие короля в Святой Земле, очевидно, серьёзно влияло на действия нового главы ордена. В 1251 году Рено позволил магистру ордена в Кесарии Гуго де Жуи заключить без ведома короля торговое соглашение с султаном Дамаска ан-Насир Юсуфом. Соглашение было политически опасным, потому что Айюбиды Дамаска были враждебны мамлюкам Египта, и Людовик IX не желал провоцировать мамлюков. Рено пришлось изгнать Гуго де Жуи из королевства.